# Филип Абсолон
Филип Абсолом (енгл. Philip Absolon; Ерит, 24. новембар 1960) енглески је сликар и члан уметничке групе под називом Stuckists.

## Биографија
Рођен у Кенту, он је пра-пра унук чувеног викторијанског сликара воденим бојама Џона Абсолома (1815—1895). Он је дислексичан. Почео је да похађа Кентов институт уметности и дизајна године (1977-9) где је упознао песнике и уметнике Билија Чајлдиша и Била Луиса, и преко којих се повезао са песницима и њиховим радом, да би касније постао пуноправни члан њихове групе. На Епсон универзитету уметности који је похађао (1979-82) његове слике бивају исцепане и бачене по налогу декана. Године 1987. бива одбијен од стране Краљевске академије уметности пошто им је послао своје слике под темом мачака. Већину свог живота проводи незапослен.
Године 1999. постао је један од 12 чланова уметничке групе Stuckists, и почиње да излаже по изложбама широм света, укључујући Лондон, Париз, Њујорк и по разним градовима Немачке.
Тренутно живи у Норфоку, у Енглеској.